# Di-ethylftalaat
Di-ethylftalaat of DEP is een organische verbinding met als brutoformule C12H14O4. Het is een kleurloze, olie-achtige en bijna reukloze vloeistof. De stof is de di-ethylester van ftaalzuur. De aanwezigheid van de benzeenring in de molecule maakt het ook tot een aromatische verbinding.

## Toepassingen
Di-ethylftalaat wordt onder meer gebruikt als oplosmiddel voor natuurlijke harsen, resinoiden en andere vaste geurstoffen. Geurstoffen in vaste vorm zijn lastiger te doseren bij het mengen van een geurcompositie, vandaar dat de voorkeur wordt gegeven aan een oplossing.

## Toxicologie en veiligheid
De stof ontleedt bij verhitting of bij verbranding met vorming van irriterende, giftige dampen en gassen, waaronder ftaalzuuranhydride. Di-ethylftalaat tast sommige kunststoffen aan. De stof is onder REACH niet als gevaarlijke stof aangemerkt. Gebruik van de stoffen is -in tegenstelling tot sommige andere ftalaten- in geen enkele toepassing beperkt.